# Tratti neri
Tratti neri è un dipinto a olio su tela (129,4x131,1 cm) realizzato nel 1913 dal pittore Vasilij Kandinskij.
È conservato nel Guggenheim Museum di New York.
In questa tela vengono raffigurate macchie di colori diversi